# ذفرة زنمردية
ذفرة زنمردية (الاسم العلمي: Cleome gynandra) هي نوع من النباتات تتبع جنس الذفرة من الفصيلة الذفرية.